# کوکوسیاه نوک‌سیاه
کوکوسیاه نوک‌سیاه یا جارزن نوک‌سیاه (نام علمی: Eudynamys melanorhynchus) نام یک گونه از سرده کوکوسیاه‌ها است.